# Major League Soccer 1997
La temporada 1997 de la Major League Soccer fue la 2.ª edición realizada de la primera división del fútbol de los Estados Unidos. El campeón fue el D.C. United que ganó en la final ante los Colorado Rapids por 2 a 1.

## Cambios
- Kansas City Wiz cambió su nombre a Kansas City Wizards.[1]

## Tabla de posiciones

### Conferencia Este
| Pos. | Equipos                | PJ | G  | Pen. | P  | GF | GC | Dif. | Pts. |
| ---- | ---------------------- | -- | -- | ---- | -- | -- | -- | ---- | ---- |
| 1    | D.C. United            | 32 | 17 | <4   | 11 | 70 | 53 | +17  | 55   |
| 2    | Tampa Bay Mutiny       | 32 | 14 | <3   | 15 | 55 | 60 | -5   | 45   |
| 3    | Columbus Crew          | 32 | 12 | <3   | 17 | 42 | 41 | +1   | 39   |
| 4    | New England Revolution | 32 | 11 | <4   | 17 | 40 | 53 | -13  | 37   |
| 5    | NY/NJ MetroStars       | 32 | 11 | <2   | 19 | 43 | 53 | -10  | 35   |

     Clasifica a los playoffs. 

### Conferencia Oeste
| Pos. | Equipos             | PJ | G  | Pen. | P  | GF | GC | Dif. | Pts. |
| ---- | ------------------- | -- | -- | ---- | -- | -- | -- | ---- | ---- |
| 1    | Kansas City Wizards | 32 | 14 | <7   | 11 | 57 | 51 | +6   | 49   |
| 2    | Los Angeles Galaxy  | 32 | 14 | <2   | 16 | 55 | 44 | +11  | 44   |
| 3    | Dallas Burn         | 32 | 13 | <3   | 16 | 55 | 49 | +6   | 42   |
| 4    | Colorado Rapids     | 32 | 12 | <2   | 18 | 50 | 59 | -9   | 38   |
| 5    | San Jose Clash      | 32 | 9  | <3   | 20 | 55 | 59 | -4   | 30   |

     Clasifica a los playoffs.

### Tabla General
| Pos. | Equipos                | PJ | G  | Pen. | P  | GF | GC | Dif. | Pts. |
| ---- | ---------------------- | -- | -- | ---- | -- | -- | -- | ---- | ---- |
| 1    | D.C. United            | 32 | 17 | <4   | 11 | 70 | 53 | +17  | 55   |
| 2    | Kansas City Wizards    | 32 | 14 | <7   | 11 | 57 | 51 | +6   | 49   |
| 3    | Tampa Bay Mutiny       | 32 | 14 | <3   | 15 | 55 | 60 | -5   | 45   |
| 4    | Los Angeles Galaxy     | 32 | 14 | <2   | 16 | 55 | 44 | +11  | 44   |
| 5    | Dallas Burn            | 32 | 13 | <3   | 16 | 55 | 49 | +6   | 42   |
| 6    | Columbus Crew          | 32 | 12 | <3   | 17 | 42 | 41 | +1   | 39   |
| 7    | Colorado Rapids        | 32 | 12 | <2   | 18 | 50 | 59 | -9   | 38   |
| 8    | New England Revolution | 32 | 11 | <4   | 17 | 40 | 53 | -13  | 37   |
| 9    | NY/NJ MetroStars       | 32 | 11 | <2   | 19 | 43 | 53 | -10  | 35   |
| 10   | San Jose Clash         | 32 | 9  | <3   | 20 | 55 | 59 | -4   | 30   |

     MLS Supporters' Shield 1997, Play-offs.

     Play-offs.

## Postemporada
|  | Semifinales de conferencia | Semifinales de conferencia | Semifinales de conferencia | Semifinales de conferencia | Semifinales de conferencia |   |    | Finales de conferencia | Finales de conferencia | Finales de conferencia | Finales de conferencia | Finales de conferencia |  |   | MLS Cup     | MLS Cup | MLS Cup | MLS Cup | MLS Cup |  |
|  |                            |                            |                            |                            |                            |   |    |                        |                        |                        |                        |                        |  |   |             |         |         |         |         |  |
|  |                            |                            |                            |                            |                            |   |    |                        |                        |                        |                        |                        |  |   |             |         |         |         |         |  |
|  | E1                         | D.C. United                | 4                          | 1 (4)                      | -                          |   |    |                        |                        |                        |                        |                        |  |   |             |         |         |         |         |  |
|  | E1                         | D.C. United                | 4                          | 1 (4)                      | -                          |   |    |                        |                        |                        |                        |                        |  |   |             |         |         |         |         |  |
|  | E4                         | New England Revolution     | 1                          | 1 (3)                      | -                          |   |    |                        |                        |                        |                        |                        |  |   |             |         |         |         |         |  |
|  | E4                         | New England Revolution     | 1                          | 1 (3)                      | -                          |   | E1 | D.C. United            | 3                      | 1                      | -                      |                        |  |   |             |         |         |         |         |  |
|  | Conferencia Este           |                            |                            |                            |                            |   | E1 | D.C. United            | 3                      | 1                      | -                      |                        |  |   |             |         |         |         |         |  |
|  |                            |                            | E3                         | Columbus Crew              | 2                          | 0 | -  |                        |                        |                        |                        |                        |  |   |             |         |         |         |         |  |
|  | E2                         | Tampa Bay Mutiny           | E3                         | Columbus Crew              | 2                          | 0 | -  | 1                      | 0                      | -                      |                        |                        |  |   |             |         |         |         |         |  |
|  | E2                         | Tampa Bay Mutiny           |                            |                            |                            |   |    |                        |                        | -                      |                        |                        |  |   |             |         |         |         |         |  |
|  | E3                         | Columbus Crew              | 2                          | 2                          | -                          |   |    |                        |                        |                        |                        |                        |  |   |             |         |         |         |         |  |
|  | E3                         | Columbus Crew              | 2                          | 2                          | -                          |   |    |                        |                        |                        |                        |                        |  | E | D.C. United | -       | -       | 2       |         |  |
|  |                            |                            |                            |                            |                            |   |    |                        |                        |                        |                        |                        |  | E | D.C. United | -       | -       | 2       |         |  |
|  |                            |                            | O                          | Colorado Rapids            | -                          | - | 1  |                        |                        |                        |                        |                        |  |   |             |         |         |         |         |  |
|  | O1                         | Kansas City Wizards        | O                          | Colorado Rapids            | -                          | - | 1  | 0                      | 2                      | -                      |                        |                        |  |   |             |         |         |         |         |  |
|  | O1                         | Kansas City Wizards        |                            |                            |                            |   |    |                        |                        | -                      |                        |                        |  |   |             |         |         |         |         |  |
|  | O4                         | Colorado Rapids            | 3                          | 3                          | -                          |   |    |                        |                        |                        |                        |                        |  |   |             |         |         |         |         |  |
|  | O4                         | Colorado Rapids            | 3                          | 3                          | -                          |   | O4 | Colorado Rapids        | 1                      | 2                      | -                      |                        |  |   |             |         |         |         |         |  |
|  | Conferencia Oeste          |                            |                            |                            |                            |   | O4 | Colorado Rapids        | 1                      | 2                      | -                      |                        |  |   |             |         |         |         |         |  |
|  |                            |                            | O3                         | Dallas Burn                | 0                          | 1 | -  |                        |                        |                        |                        |                        |  |   |             |         |         |         |         |  |
|  | O2                         | Los Angeles Galaxy         | O3                         | Dallas Burn                | 0                          | 1 | -  | 0 (0)                  | 0                      | -                      |                        |                        |  |   |             |         |         |         |         |  |
|  | O2                         | Los Angeles Galaxy         |                            |                            |                            |   |    |                        |                        | -                      |                        |                        |  |   |             |         |         |         |         |  |
|  | O3                         | Dallas Burn                | 0 (2)                      | 3                          | -                          |   |    |                        |                        |                        |                        |                        |  |   |             |         |         |         |         |  |
|  | O3                         | Dallas Burn                | 0 (2)                      | 3                          | -                          |   |    |                        |                        |                        |                        |                        |  |   |             |         |         |         |         |  |
|  |                            |                            |                            |                            |                            |   |    |                        |                        |                        |                        |                        |  |   |             |         |         |         |         |  |

### MLS Cup '97
| 26 de octubre de 1997 | D.C. United             | 2:1 (1:0) | Colorado Rapids | Robert F. Kennedy Memorial Stadium, Washington D. C.   |                                                        |
|                       | Moreno 37' · Sanneh 68' |           | Paz 75'         | Asistencia: 57.431 espectadores Árbitro(s): Brian Hall | Asistencia: 57.431 espectadores Árbitro(s): Brian Hall |

|                                |
|                                |
| Campeón D.C. United 2.° título |

## Goleadores
| Jugador               | Equipo              | Goles |
| --------------------- | ------------------- | ----- |
| Jaime Moreno          | D.C. United         | 16    |
| Raúl Díaz Arce        | D.C. United         | 15    |
| Giovanni Savarese     | NY/NJ MetroStars    | 14    |
| Predrag Radosavljević | Kansas City Wizards | 12    |
| Ronald Cerritos       | San Jose Clash      | 12    |
| Dante Washington      | Dallas Burn         | 12    |
| Damián Álvarez        | Dallas Burn         | 11    |
| Wélton                | Los Angeles Galaxy  | 11    |
| Lawrence Lozzano      | San Jose Clash      | 10    |
| Mark Chung            | Kansas City Wizards | 10    |

## Premios y reconocimientos

### Jugador de la semana
| Semana    | Futbolista             | Equipo                 |
| --------- | ---------------------- | ---------------------- |
| Semana 1  | Dave Salzwedel         | San Jose Clash         |
| Semana 2  | Giuseppe Galderisi     | Tampa Bay Mutiny       |
| Semana 3  | Carlos Valderrama      | Tampa Bay Mutiny       |
| Semana 4  | Raúl Díaz Arce         | D.C. United            |
| Semana 5  | Dante Washington       | Dallas Burn            |
| Semana 6  | Roberto Donadoni       | NY/NJ MetroStars       |
| Semana 7  | Doctor Khumalo         | Columbus Crew          |
| Semana 8  | Damián Álvarez         | Dallas Burn            |
| Semana 9  | Chiquinho Conde        | New England Revolution |
| Semana 10 | Predrag Radosavljević  | Kansas City Wizards    |
| Semana 11 | Eric Wynalda           | San Jose Clash         |
| Semana 12 | Predrag Radosavljević  | Kansas City Wizards    |
| Semana 13 | Gilmar                 | Tampa Bay Mutiny       |
| Semana 14 | Paul Bravo             | Colorado Rapids        |
| Semana 15 | Tab Ramos              | NY/NJ MetroStars       |
| Semana 16 | Dante Washington       | Dallas Burn            |
| Semana 17 | Antony de Ávila        | NY/NJ MetroStars       |
| Semana 18 | Gilmar Antônio Batista | Tampa Bay Mutiny       |
| Semana 19 | Wolde Harris           | Colorado Rapids        |
| Semana 20 | Thomas Dooley          | Columbus Crew          |
| Semana 21 | Giovanni Savarese      | NY/NJ MetroStars       |
| Semana 22 | Marco Etcheverry       | D.C. United            |
| Semana 23 | Eduardo Hurtado        | Los Angeles Galaxy     |
| Semana 24 | Cobi Jones             | Los Angeles Galaxy     |
| Semana 25 | Martin Vasquez         | Los Angeles Galaxy     |
| Semana 26 | Marcelo Balboa         | Colorado Rapids        |

### Jugador del mes
| Mes        | Futbolista   | Equipo                 |
| ---------- | ------------ | ---------------------- |
| Abril      | Jaime Moreno | D.C. United            |
| Mayo       | Alain Sutter | Dallas Burn            |
| Junio      | John Harkes  | D.C. United            |
| Julio      | Wélton       | Los Angeles Galaxy     |
| Agosto     | Brad Friedel | Columbus Crew          |
| Septiembre | Walter Zenga | New England Revolution |

### Equipo ideal de la temporada
| Pos. | Futbolista            | Equipo              |
| ---- | --------------------- | ------------------- |
| POR  | Brad Friedel          | Columbus Crew       |
| DEF  | Jeff Agoos            | D.C. United         |
| DEF  | Thomas Dooley         | Columbus Crew       |
| DEF  | Richard Gough         | Kansas City Wizards |
| DEF  | Eddie Pope            | D.C. United         |
| MED  | Mark Chung            | Kansas City Wizards |
| MED  | Marco Etcheverry      | D.C. United         |
| MED  | Predrag Radosavljević | Kansas City Wizards |
| MED  | Carlos Valderrama     | Tampa Bay Mutiny    |
| DEL  | Ronald Cerritos       | San Jose Clash      |
| DEL  | Jaime Moreno          | D.C. United         |

### Reconocimientos individuales
| Premio              | Ganador                           | Equipo              |
| ------------------- | --------------------------------- | ------------------- |
| Jugador Más Valioso | Predrag Radosavljević             | Kansas City Wizards |
| Bota de Oro         | Predrag Radosavljević (41 puntos) | Kansas City Wizards |
| Entrenador del año  | Bruce Arena                       | D.C. United         |
| Portero del año     | Brad Friedel                      | Columbus Crew       |
| Defensa del año     | Eddie Pope                        | D.C. United         |
| Novato del año      | Mike Duhaney                      | Tampa Bay Mutiny    |
| Gol del año         | Marco Etcheverry                  | D.C. United         |
| Fair Play           | Mark Chung                        | Kansas City Wizards |
| Árbitro del año     | Esse Baharmast                    | Esse Baharmast      |